# Tersilochus sulcatus
Tersilochus sulcatus là một loài tò vò trong họ Ichneumonidae.